# Gianius monnioti
Gianius monnioti is een ringworm uit de familie van de Naididae. De wetenschappelijke naam van de soort is voor het eerst geldig gepubliceerd in 1987 door Erséus.